# The Road Killers
Pour plus de détails, voir Fiche technique et Distribution.
The Road Killers est un film américain réalisé par Deran Sarafian, sorti en 1994.

## Synopsis
Sur les routes surchauffées de l'Arizona, un incident en apparence sans conséquence va déboucher sur une confrontation mortelle entre de paisibles vacanciers et un groupe de marginaux déséquilibrés.

## Fiche technique
- Titre : The Road Killers
- Réalisation : Deran Sarafian
- Scénario : Tedi Sarafian
- Musique : Les Hooper
- Photographie : James L. Carter
- Montage : Peck Prior
- Production : John Flock
- Sociétés de production : Dimension Films, John Flock Productions, Miramax, Roadflower, Silver Lion Films
- Société de distribution : Miramax
- Pays :  États-Unis
- Langue : Anglais
- Format : Couleur - Dolby Digital - 35 mm - 2.35:1
- Genre : Action, Thriller, Drame
- Durée : 89 min
- Dates de sortie :
  -  États-Unis : 14 février 1995
  -  France : 20 juillet 2004 (DVD)

## Distribution
- Christophe Lambert : Jack Lerolland
- Craig Sheffer (VF : Emmanuel Karsen) : Cliff
- Michelle Forbes : Helen Lerolland
- Alexondra Lee (VF : Claire Guyot) : Ashley Lerolland
- David Arquette (VF : Vincent Ropion) : Bobby
- Josh Brolin (VF : William Coryn) : Tom
- Adrienne Shelly (VF : Nathalie Régnier) : Red
- Joseph Gordon-Levitt : Rich Lerolland
- John Pyper-Ferguson : Hauser
- Christopher McDonald : Glen Lerolland
- Michael Greene : Le shérif Hodes
- Jack Rader : Wilcox